# Праґа-Дольна
Праґа-Дольна (пол. Praga Dolna) — село в Польщі, у гміні Сенно Ліпського повіту Мазовецького воєводства.
Населення — 61 особа (2011).
У 1975-1998 роках село належало до Радомського воєводства.

## Демографія
Демографічна структура станом на 31 березня 2011 року:
|          | Загалом | Допрацездатний вік | Працездатний вік | Постпрацездатний вік |
| -------- | ------- | ------------------ | ---------------- | -------------------- |
| Чоловіки | 30      | 5                  | 19               | 6                    |
| Жінки    | 31      | 8                  | 19               | 4                    |
| Разом    | 61      | 13                 | 38               | 10                   |